# Audi Roadjet
O Roadjet é um hatch conceitual de porte médio da Audi.